# Bassin Levantin
Le bassin Levantin est une division du bassin oriental de la mer Méditerranée et qui correspond à sa partie la plus à l'est (Turquie méridionale, Chypre, Moyen-Orient). Il est parfois appelé mer Levantine ou mer du Levant, mais ces dernières dénominations ne sont pas utilisées par l'Organisation hydrographique internationale. Le bassin doit son nom au « Levant », qui était à l'origine un mot issu du français médiéval signifiant « orient ». Le bassin Levantin est bordé au nord et à l'est par les côtes asiatiques du Moyen-Orient, au nord-ouest par les îles de l'arc égéen, à l'ouest par une ligne reliant l'île de Gávdos à l'extrémité est du djebel Akhdar   (ra's At Tin), en Libye, et au sud par les côtes africaines.

## Géographie
Délimité au nord-ouest par les  parties centrale et orientale de la Crète et les îles de Karpathos et Rhodes ; au nord, par les côtes turques ; à l'est, par celles de la Syrie, du Liban, d'Israël et de la Palestine (bande de Gaza) ; puis au sud par les côtes égyptiennes et libyennes jusqu'à l'extrémité est du Djebel Akhdar ; le bassin Levantin bénéficie d'un climat méditerranéen propice aux cultures méditerranéennes (oliviers, vignes, fruits…) et d'un climat désertique au-dessus du Néguev et de l'Égypte. Le Levant et le croissant fertile se confondent dans la région terrestre bordant la mer méditerranée ; on pense que l'agriculture serait née en Mésopotamie et se serait ensuite répartie dans le croissant fertile jusqu'au Nil. Aujourd'hui, le bassin Levantin permet de faire communiquer, par voie maritime, les marchandises en provenance de toute l'Asie (par le canal de Suez), du Moyen-Orient (notamment par les ports israéliens et du sud de la Turquie) ; avec les grands ports européens et l'île de Chypre, au large des côtes turques. C'est une zone clé pour le transport des hydrocarbures et des matières premières. En outre, si les activités de pêche tendent à se réduire, le tourisme (héliotropisme, archéologie…) tend à se développer notamment autour de la riviera turque, sur les côtes israéliennes ou autour des sites égyptiens des pyramides et du Nil.

## Bathymétrie
Entre la Crète orientale et l'extrémité nord de la Cyrénaïque, en Libye, le soulèvement du domaine central de la ride méditerranéenne forme un seuil sous-marin qui sépare le bassin Levantin du bassin Ionien. Une dorsale centrale en forme d'arc trouvant son origine au sud-est du golfe de Tarente, s'étend au sud de la Crète pour s'achever en Cyrénaïque (Libye). À l'est de ce seuil, on rencontre au sud et au sud-est de la Crète, les fosses de Pline (-4096 mètres) et de Strabon (-3500 mètres), puis la fosse de Rhodes (la plus profonde du bassin Levantin avec -4482 mètres), comprise entre cette dernière île et les côtes de Lycie, en Turquie. Cette dernière fosse est séparée du bassin d'Antalya par les monts sous-marins d'Anaximandre. Une dorsale secondaire, elle aussi en forme d'arc, passe au sud de Chypre . À cet endroit le mont Ératosthène forme une structure proéminente culminant à environ 700 mètres sous la surface. Au nord-ouest de l'Égypte, parallèlement à la dorsale centrale et au sud de celle-ci, se trouve la plaine abyssale d'Hérodote, profonde d'environ 3200 mètres, et sous laquelle sont localisés d'importants champs gaziers et pétroliers. Plus à l'est se situe le cône du Nil, vaste delta sous-marin formé par les sédiments du fleuve, et couvrant une grande partie des fonds au sud-est de la dorsale méditerranéenne.

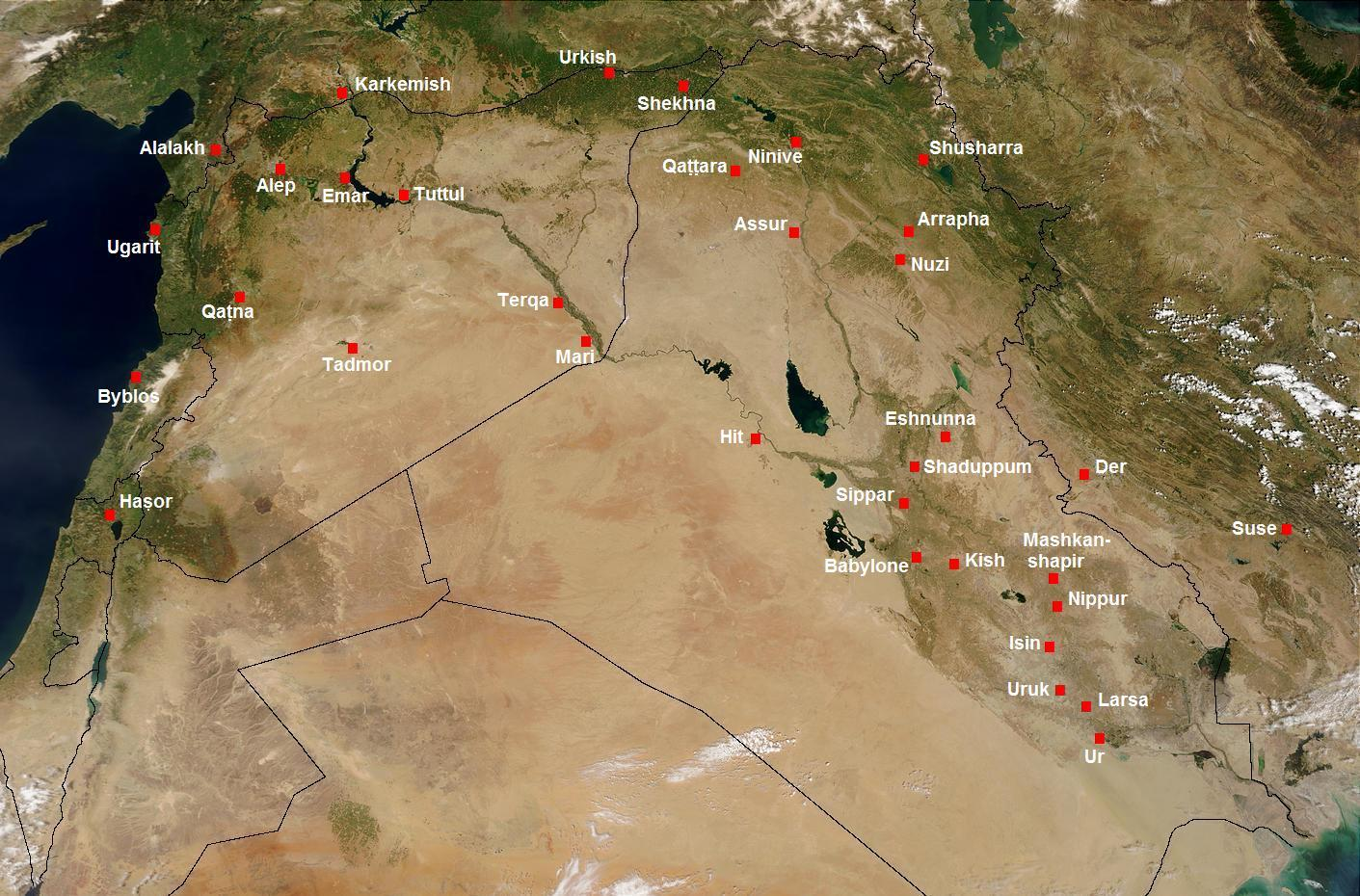
Le croissant fertile, reliant la Méditerranée et l'Asie

## Histoire
Le bassin Levantin constitue une zone de rencontre des civilisations et du commerce maritime depuis des millénaires, les Phéniciens, les Égyptiens ou encore l'Empire byzantin ont su tirer parti, tout au long de l'Antiquité, de la multiplicité des ressources disponibles et de la rapidité du transport maritime. Au Moyen Âge, les croisés n'ont que peu utilisé de navires pour envahir l'Empire seldjoukide, préférant les voies terrestres, du fait de leur nombre et de la quantité de matériel et de vivres qu'ils emportaient; leurs victoires temporaires aboutirent à la création des États latins d'Orient sur le pourtour du rivage méditerranéen. Ces brefs États chrétiens furent par la suite reconquis par l'Empire ottoman qui perdura jusqu'à la fin de la Première Guerre mondiale.

## Océanographie

### Circulation océanique
La circulation océanique du bassin levantin de la Méditerranée se caractérise par une circulation cyclonique qui longe les côtes égyptiennes, puis israéliennes, libanaises, syrienne et enfin turques. Ce courant dit libyo-égyptien est issu de l'entrée d'eaux atlantiques moins salée par Gibraltar, et il reste dévié sur tout le pourtour de la Méditerranée contre la côte à sa droite par la force de Coriolis. Plusieurs petites gyres ponctuent cette circulation, notamment la gyre cyclonique de Rhodes au Nord du bassin.

### Tourbillons
Le courant de bord libyo-égyptien est instable et forme périodiquement des tourbillons qui s'accumulent vers le centre du bassin. Par ailleurs le bassin levantin est aussi caractérisée par la persistance de structures anticycloniques à longue durée de vie. Certains ont des caractéristiques voire des périodes d'apparition bien précises, les rendant identifiables par infrarouge ou altimétrie satellitaire  : le tourbillon de Chypre, le tourbillon de Ierapetra, voire le tourbillon Pélops. Leurs caractéristiques propres ont permis de les suivre depuis plusieurs décennies,.

### Formation d'eaux denses
Le bassin levantin est connu pour être le lieu de formation d'eaux denses par forte évaporation, formant des masses d'eaux intermédiaires chaudes et très salées à une profondeur située entre 200 et 600 mètres, dites levantines. C'est principalement cette eau levantine qui sort de la Méditerranée par le détroit de Gibraltar, en dessous de l'eau entrant de l'Atlantique, plus fraiche (moins salée) et moins dense.

## Géopolitique du bassin Levantin

Les États du bassin Levantin.

Le bassin Levantin est une zone de fortes tensions géopolitiques liées aux problèmes intérieurs de plusieurs pays. Certaines de ces tensions correspondent à des problèmes aux origines déjà anciennes : la partition de Chypre, le conflit israélo-palestinien, les ingérences étrangères et tension internes au Liban. Au cours des années 2010, de nouveaux problèmes liés aux « révolutions arabes » apparurent en Égypte et en Syrie. Dans ce dernier pays, une guerre civile qui a débuté en mars 2011, sévit encore aujourd'hui.
Le canal de Suez contribue à faire de cette région un espace à haute valeur géopolitique.
La découverte récente de champs gaziers entre Israël, Chypre et le Liban accroît les enjeux géostratégiques.